# Magdalena Kronschläger
Anna Rot, née le 4 octobre 1982 à Wels, est une actrice autrichienne. 

## Biographie
En 2010, en duo avec Anna Rot, elle tient l'un des deux rôles principaux du film de Sabine Derflinger, Tag und Nacht.

## Filmographie
- 2008 : The First Day (téléfilm)
- 2009 : Bauernprinzessin III - In der Zwickmühle (téléfilm) : Ella
- 2009 : Fast Forward (série télévisée) : Herta Weissenberger
- 2010 : (P)reise (court métrage) : Emmy Steiner
- 2009-2010 : Tatort (série télévisée) : Lisa
- 2010 : Tag und Nacht : Hanna
- 2011 : Papa (court métrage) : Connie
- 2011 : SOKO Kitzbühel (série télévisée) : Monika Böhm
- 2011 : Breathing : la jeune femme
- 2011 : Der Wettbewerb (téléfilm)
- 2012 : Deine Schönheit ist nichts wert : l'assistante sociale
- 2012 : Zuhause (court métrage) : Sonja
- 2013 : Alles Schwindel (téléfilm)
- 2013 : CopStories (série télévisée) : OP-Schwester
- 2013 : Wir fliegen (court métrage) : Angelika
- 2013 : Paul Kemp - Alles kein Problem (série télévisée) : Judith Hofer
- 2013 : Il commissario Rex (série télévisée) : Johanna Innerhofer
- 2014 : Steirerblut (téléfilm) : Franzi
- 2015 : Four Women and a Funeral (série télévisée) : Margit
- 2016 : Tomcat : l'officier
- 2016 : Die Hochzeit (court métrage) : Elena
- 2016 : Lou Andreas-Salomé : Frieda von Bülow